# Gornji Črnci
Gornji Črnci (Hongaars: Királyszék, Prekmurees: Gorenji Črnci, Duits: Konradsdorf) is een plaats in Slovenië en maakt deel uit van de gemeente Cankova in de NUTS-3-regio Pomurska. De plaats telde 135 inwoners op 1 januari 2020.